# جهاز عضلي

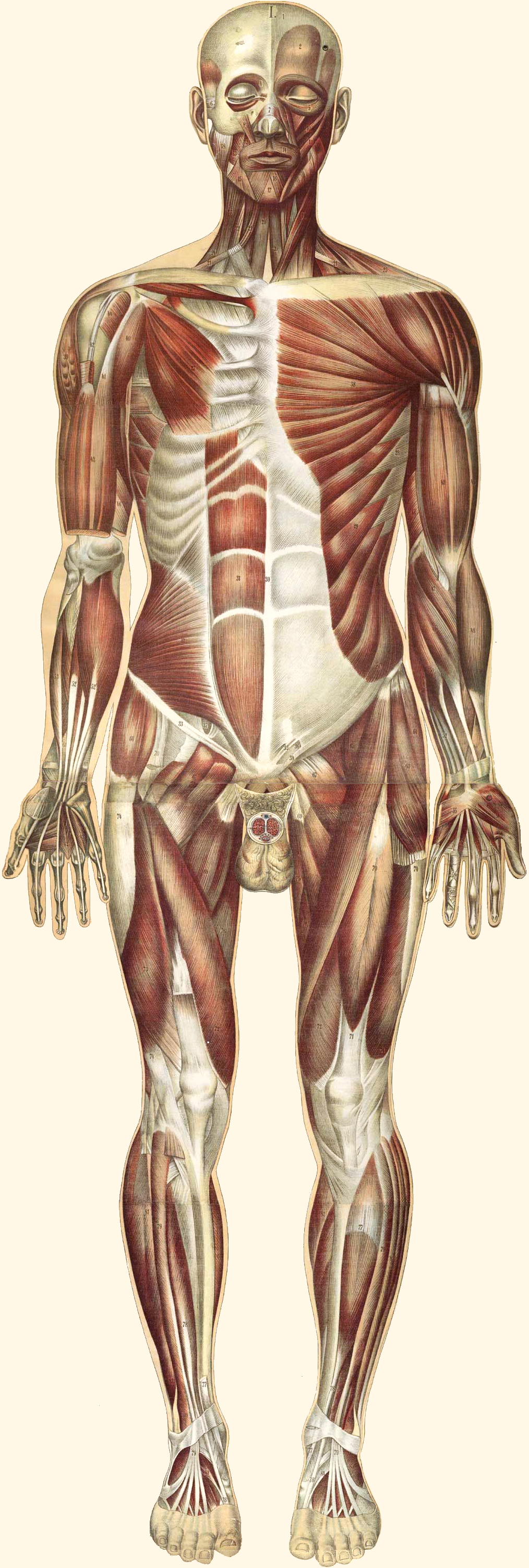
عضلات الإنسان، مبينة من الأمام. يعود تاريخ هذا الرسم إلى القرن التاسع عشر.

الجهاز العضلي (بالإنجليزية: Muscular System)‏ هو جهاز حيوي في العديد من الكائنات الحيّة، يُتيح لها الحركة والحفاظ على وضعية ما. يجري التحكّم به في الفقاريات من خلال الجهاز العصبي، بالرغم من أن بعض العضلات (مثل العضلية القلبية) يمكن أن تكون بشكل كامل ذاتية التنظيم.

## العضلات
تتصل العضلات الهيكلية مع العظام بواسطة الأربطة والأوتار.
إن ثني الساعد عملية مزدوجة، تنقبض فيها العضلة ذات الرأسين وتنبسط العضلة ذات الثلاثة رؤوس في نفس الوقت. وبسط الساعد عملية مزدوجة أيضاً، فتنقبض فيها العضلة ذات الثلاثة رؤوس وتنبسط العضلة ذات الرأسين ذلك هو سر معظم عضلات الجسم فهي تعمل مثنى أو في مجموعات سواء في ذلك عضلات الساقين أو عضلات الأصابع أو العضلات الست التي تحرك مقلة العين فلا توجد عضلة تعمل على انفراد، فمهما كان العمل الذي تؤديه العضلة فهناك عضلة أخرى تعمل عكس ذلك العمل.
بل وأكثر من ذلك، فإن أبسط حركة تستدعي نشاط مجموعات بأكملها من العضلات، وقد يكون بعضها بعيداً عن مكان الحركة، ومثال على ذلك عندما تشد الحبل تجد أن عضلات الساق والظهر وأصابع القدم تشد أزر عضلات الذراعين.
عندما تنقبض العضلة تقصر في الطول ولكنها تزداد سمكاً في الوسط وذلك يحدث في الألياف العضلية وبذلك تظهر في العضلة بأكملها. ولذلك تتضخم العضلة ذات الرأسين عند ثني الذراع.
وفي انقباض العضلة العادي، لا ينقبض إلا عدد معين من الألياف العضلية، ذلك لأننا لا نحتاج في الأحوال العادية إلا إلى قدر قليل محدود من المجهود. أما في المجهودات الشاقة، فإن عدد الألياف العضلية الذي ينقبض يزداد بالتدريج ونتيجة لذلك يزداد حجم العضلة وتزداد صلابتها عند الانقباض. من هذا نرى أن العضلات تنمو وتزداد قوة بالعمل أو بأداء التمرينات الرياضية.
ونحن لا نحتاج إلى عضلات كبيرة نامية فوق العادة، وفي الواقع تنمو بعض العضلات إلى درجة تعوق العضلات الأخرى عن العمل وتبطئ الحركة.

## أقسام الجهاز العضلي
ينقسم الجهاز العضلي إلى ثلاثة أقسام رئيسية لكل منها دور مهم في جسم الإنسان وهي:
العضلات الهيكلية
جسم الإنسان يتكون من أكثر من 600 عضلة هيكلية أي ما يقارب 40% من وزن جسم الإنسان ككل، فالعضلات الهيكلية هي المسؤولة عن حركة الهيكل العظمي وذلك لأن الجهاز العصبي يرسل إشارات للعضلات الهيكلية فتتقلص العضلات وينتج عنها تحريك الجهاز العظمي.
العضلات الملساء
هذا النوع من العضلات لا إرادي لأنه لا يخضع لسيطرة مخ الإنسان الواعي، فهذه العضلات تتواجد في جدران الأعضاء المجوفة الداخلية والأوعية الدموية والممرات التنفسية في جسم الإنسان وحركة هذه العضلات الملساء مسؤولة عن بعض الأنشطة مثل دفع الطعام إلى المعدة.
عضلة القلب
عبارة عن عضلة لا إرادية توجد في جدران قلب الإنسان وهذه العضلة مسؤولة عن ضخ الدم عبر الجسم بالإضافة إلى أن عضلة القلب هذه تنتج نبضات كهربائية ينتج عنها انقباضات القلب، بالإضافة إلى هذه النبضات قد تتأثر بالهرمونات والمنبهات من الجهاز العصبي.

## وظائف الجهاز العضلي
للجهاز العضلي عدة وظائف ومهام يقوم بها في جسم الإنسان ومنها:

### التنفس
عضلة الحجاب الحاجز هي العضلة المسئولة عن عملية التنفس في الجسم ولكن عند الحاجة إلى التنفس بعمق يتطلب ذلك مساعدة بعض العضلات الأخرى مثل عضلات البطن والظهر.
الحركة
من الوظائف الرئيسية للجهاز العضلي لأنه المسؤول عن جميع الحركات في جسم الإنسان مثل: الحركات الدقيقة ومنها التكلم وتعبيرات الوجه والحركات المعقدة مثل المشي أو الجري.

### الهضم
العضلات تساعد في عملية الهضم وذلك لأن الطعام ينتقل في الجهاز الهضمي بحركة تشبه الموجة عن طريق انقباض العضلات الملساء في جدران الأعضاء المجوفة واسترخائها، وبذلك يندفع الطعام عبر المريء إلى المعدة ثم ترتخي العضلات العلوية بالمعدة للسماح للطعام بالدخول إليها، ثم تبدأ العضلات السفلية بمزج الطعام بالإنزيمات وأحماض المعدة ثم بعد ذلك تنقبض العضلات لدفع الطعام خارج الجسم.

### الولادة
انقباض وانبساط العضلات الملساء المتواجدة في الرحم تساعد في عملية الولادة ودفع المولود إلى خارج الرحم.

### الرؤية
العضلات الهيكلية حول العين تساعد على الرؤية والحفاظ على استقرار الصورة وتتبع الأشياء.

### التبول
الجهاز البولي يتكون من الكليتين والمثانة والحالب المكون من العضلات الملساء والهيكلية والتي تعمل معًا على إطلاق البول وحجزه في المثانة.
تنظيم درجة الحرارة
عندما تنخفض درجة حرارة جسم الإنسان فإن العضلات تساهم في تنظيمها عن طريق العضلات الموجودة بالأوعية الدموية، فإنها تنقبض لتحافظ على درجة حرارة الجسم ثم تنبسط العضلات فينتج عنها زيادة في تدفق الدم مما يؤدي إلى ارتفاع درجة حرارة الجسم.

### الحركة الدورانية
عضلة القلب والعضلات الملساء تساعد على تدفق الدم عبر جسم الإنسان.

### التوازن
توجد عدة عضلات أساسية في الجسم مثل: عضلات البطن والظهر والحوض تلك العضلات تساعد على استقرار الجسم وحماية العمود الفقري.